# Raz-de-marée de la Sainte-Julienne en 1164
Le raz-de-marée de la Sainte-Julienne était causée par un raz-de-marée d'une hauteur exceptionnelle, survenu la nuit de la Sainte-Julienne, à savoir du 16 au 17 février 1164. Ces inondations touchèrent le nord des Pays-Bas et de l'Allemagne, notamment la Frise, Groningue et l'embouchure de l'Elbe. À la suite de ces inondations, fut créé le début de ce qui sera plus tard la baie de Jade.